# The Battle (Star Trek: The Next Generation)
"The Battle" é o nono episódio da primeira temporada da série de ficção científica estadunidense Star Trek: The Next Generation. Foi exibido pela primeira vez nos Estados Unidos por redifusão em 16 de novembro de 1987, tendo sido dirigido por Rob Bowman e escrito por Herbert Wright a partir de uma história de Larry Forrester. The Next Generation se passa no século XXIV e acompanha as aventuras da tripulação da nave estelar USS Enterprise-D. Neste episódio, o ferengi Bok planeja sua vingança contra o capitão Jean-Luc Picard usando a antiga USS Stargazer, a primeira nave comandada por Picard.
O roteiro original de "The Battle" incluía várias cenas que aprofundavam a cultura ferengi, mas elas foram cortadas antes das filmagens. Bowman usou várias técnicas de filmagem e composição para as cenas de alucinação que ocorrem a bordo da Stargazer. A miniatura desta nave foi criada por Greg Jein a partir de um desenho original do ilustrador Rick Sternbach. O episódio teve uma boa audiência em sua primeira exibição, apesar de números inferiores a outros episódios. A recepção da crítica foi mista, com elogios para a interpretação de Patrick Stewart mas opiniões negativas para o roteiro em geral.

## Enredo
A USS Enterprise encontra o capitão ferengi DaiMon Bok, quer se encontrar com o capitão Jean-Luc Picard. Este esta sofrendo de dores de cabeça de origem desconhecida. Enquanto isso, uma segunda nave aproxima-se e é identificada como a USS Stargazer. Nove anos antes, Picard comandou a Stargazer na Batalha de Maxia contra um agressor desconhecido, vencendo a batalha mas precisando abandonar a nave. Durante o confronto ele usou uma ação que ficou conhecida como a "Manobra Picard", um pequeno salto de dobra que fez a nave inimiga detectar a Stargazer em dois lugares ao mesmo tempo.
Bok afirma que o agressor desconhecido era uma nave ferengi e que encontrou a Stargazer à deriva, querendo presenteá-la a Picard como "o herói de Maxia". Dentre as coisas encontradas a bordo da Stargazer está uma orbe, aparentemente sob o controle de Bok, que causa a dor de cabeça de Picard. O tenente-comandante Data descobre que os registros da Stargazer afirmam que esta atirou nos ferengi sob uma bandeira de trégua, mas ele e o tenente Geordi La Forge determinam que isso é uma falsificação. Picard volta para a Stargazer e Bok explica que quer vingança porque seu filho era o comandante da nave ferengi. Bok deixa outra orbe que faz Picard alucinar que está de volta na batalha e que a Enterprise é sua inimiga.
A orbe originalmente trazida da Stargazer é encontrada na Enterprise e o comandante William Riker confronta Kazago, o primeiro oficial ferengi, que revela que ela é um dispositivo banido, prometendo investigar. Ao mesmo tempo, a Stargazer inicia seus sistemas para um ataque. Riker presume que Picard tentará repetir a Manobra Picard e assim pede para Dara bolar uma contramedida. Este usa o raio trator da Enterprise para segurar a Stargazer e reduzir seu arco de disparo. Riker tenta contar a verdade a Picard que, num momento de lucidez, consegue destruir a orbe. Pouco depois, Kazago informa que Bok foi removido do comando "por se envolver em um empreendimento não lucrativo".

## Produção
"The Battle" foi a segunda aparição dos ferengi em Star Trek: The Next Generation, porém o produtor supervisor Rick Berman achou que eles ainda não eram um adversário decente. Este foi o segundo roteiro de Larry Forester para a série e sua versão original tinha várias cenas a bordo da nave ferengi para aprofundar a cultura da espécie, porém elas foram cortadas antes das filmagens. Bok retornaria no episódio "Bloodlines" da sétima temporada, porém interpretado por Lee Arenberg no lugar de Frank Corsentino.
O diretor Rob Bowman usou algumas técnicas de filmagem diferentes para as alucinações de Picard na Stargazer. Uma Steadicam foi usada para mostrar uma leve instabilidade, com cada tripulante sendo filmado individualmente contra um fundo esfumaçado antes de serem sobrepostos juntos. Ele comentou que "fizemos ângulos diferentes e coisas que o programa ainda não tinha feito. Para mim, foi um verdadeiro esforço criativo e foi ótimo para o programa". A ponte da Stargazer era uma modificação da ponte dos filmes de Star Trek. O termo "Manobra Picard" foi depois usado informalmente nos bastidores para se referir ao hábito de Patrick Stewart de puxar a camisa do seu uniforme para baixo.
Uma nave estelar da Classe Constellation apareceu no episódio piloto "Encounter at Farpoint" como uma miniatura na sala de Picard. O ilustrador Rick Sternbach construiu a miniatura misturando um brinquedo da USS Enterprise dos filmes com partes do outros modelos para adicionar mais detalhes. Greg Jein usou os desenhos de Sternbach e Andrew Probert para criar uma miniatura de filmagem de 1,2 metro da Stargazer para "The Battle". O roteiro original dizia que a Stargazer era uma modificação da Classe Constitution dos filmes que apareceu primeiro em Star Trek: The Motion Picture, porém Probert e Sternbach conseguiram convencer os produtores a não reutilizarem o modelo da Enterprise. O nome "Classe Constellation" foi escolhido para que assim pudesse se encaixar nos movimentos labiais do ator LeVar Burton para a redublagem de diálogos.
A trilha sonora de "The Battle" foi composta por Ron Jones e ele usou tanto instrumentos orquestrais quanto eletrônicos. Jones não criou um tema que caracterizasse os ferengi, em vez disso compondo uma música que se relacionasse principalmente com os planos de vingança de Bok. Ele rearranjou o tema principal da série composto por Jerry Goldsmith para as cenas em que Picard embarca pela primeira vez na Stargazer e quando ele assume o comando para enfrentar a Enterprise. A trilha para a batalha entre as duas naves foi composta em um estilo marcial inspirado no movimento "Mars, the Bringer of War" da suíte The Planets, de Gustav Holst. Jones não compôs uma faixa de resolução para o episódio, em vez disso instruindo os produtores a reutilizarem a faixa de resolução que tinha composto para "The Naked Now", permitindo que assim dedicasse mais tempo de gravação para a faixa do clímax do episódio. Ele procurou evitar fazer algo parecido depois disso porque os produtores acharam que Jones estava "cortando custos".

## Repercussão

### Audiência
"The Battle" foi exibido pela primeira vez nos Estados Unidos por redifusão na semana que começou em 16 de novembro de 1987. Teve um índice Nielsen de 10,5, refletindo a porcentagem das residências que assistiram ao episódio. Foi uma audiência menor tanto em relação ao episódio predecessor, "Justice", quanto o sucessor, "Hide and Q".

### Crítica
Zack Handlen da The A.V. Club achou que os ferengi eram um oponente "unidimensional", mas que eles não estavam tão ruins quanto em "The Last Outpost". Também achou que o enredo fez a tripulação parecer boba, dizendo "Vamos colocar desta maneira: se alguém aparece na sua porta e diz, 'Ei, queremos te dar esta arma que você usou para matar vários caras que conhecíamos anos atrás', você não suspeitaria nem um pouquinho?" James Hunt do Den of Geek disse que "The Battle" foi o melhor episódio da temporada até então e elogiou os pequenos detalhes como a Stargazer usar o efeito de dobra dos filmes, mas também salientou que isto "significa que a Manobra Picard é completamente invalidada, porque você literalmente vê a nave se mover do ponto A ao B antes da original desaparecer". Hunt também achou que o conflito entre Picard e Bok foi bem feito.
Keith R. A. DeCandido da Reactor achou que foi um bom episódio e que Patrick Stewart fez "um trabalho estelar, modulando de pesaroso para confuso para nostálgico para frustrado para maluco, tudo bem convincentemente". Seu ponto negativo do episódio era que Deanna Troi e Wesley Crusher não foram utilizados de forma alguma, enquanto a revelação da orbe tão cedo na história impediu que qualquer suspense crescesse. DeCandido achou que "The Battle" funcionava porque se concentrava em Picard. Jamahl Epsicokhan da Jammer's Reviews achou que o episódio era lento, mas que a história tinha um "componente psicológico que algumas vezes é eficaz". Wil Wheaton, intérprete de Wesley Crusher, escreveu décadas depois uma resenha para a AOL TV, achando que o roteiro era fraco, mas que o episódio funcionava por causa da interpretação de Stewart.

## Mídia caseira
A primeira vez que "The Battle" foi disponibilizado em mídia caseira foi em 1º de julho de 1992 quando foi lançado no formato VHS nos Estados Unidos e Canadá. Foi lançado em LaserDisc no Japão em 10 de junho de 1995 como parte da coleção da primeira metade da primeira temporada. Foi lançado em DVD em 26 de março de 2002 como parte da coleção completa da primeira temporada. Foi remasterizado e lançado em Blu-ray em 24 de julho de 2012 como parte da coleção da primeira temporada.